# Île de Grand Bé
Île de Grand Bé of Grand Bé (of Bey) is een onbewoond eiland vlak voor de kust van Saint-Malo gelegen aan de monding van de Rance. Het wordt bij eb een schiereiland en is te voet bereikbaar vanaf het strand Bon-Secours. De schrijver Chateaubriand is er begraven. 

## Geografie
Grand Bé ligt ongeveer 500 meter ten westen van het strand van Bon-Secours, aan de voet van de omwalling van de stad. 
Een natuurlijke depressie scheidt het eiland van de stad en zelfs bij laag water is deze zelden droog. Een verhard verhoogd wandelpad biedt bij eb toegang tot het eiland. In de 19e eeuw was Grand Bé toegankelijk via een houten voetgangersbrug. Daarvoor bereikte men het eiland via rollende stenen. 
Sinds maart 2011 worden toeristen tijdens springtij gewaarschuwd door een vrijwilliger met een misthoorn om te voorkomen dat ze vast komen te zitten.

## Etymologie
Er zijn verschillende hypothesen voor de oorsprong van de naam van het eiland: 
- De term Bé wordt gebruikt om twee aaneengesloten eilandjes aan te duiden, hier Grand Bé en Petit Bé. Deze term kan afkomstig zijn van het Latijnse vadum ("doorwaadbare plaats"). Verdere verbastering leidde tot vé en bé.
- De Bey-vorm - Grand Bey en Petit Bey - wordt ook gebruikt om de twee eilanden aan te duiden. De lokale bevolking kende een reizend en maritiem bestaan en daarom zou de naam kunnen verwijzen naar de titel van de hoogwaardigheidsbekleder van het Ottomaanse rijk Bei. Grand Bey en Petit Bey bewaken hier de ingang van de haven van Saint-Malo.
- Een laatste associatie is de legende van een slapende reus die een schat bewaakt. Hierdoor wordt de link gelegd met de term Be, wat graf betekent in het Bretons.

## Geschiedenis

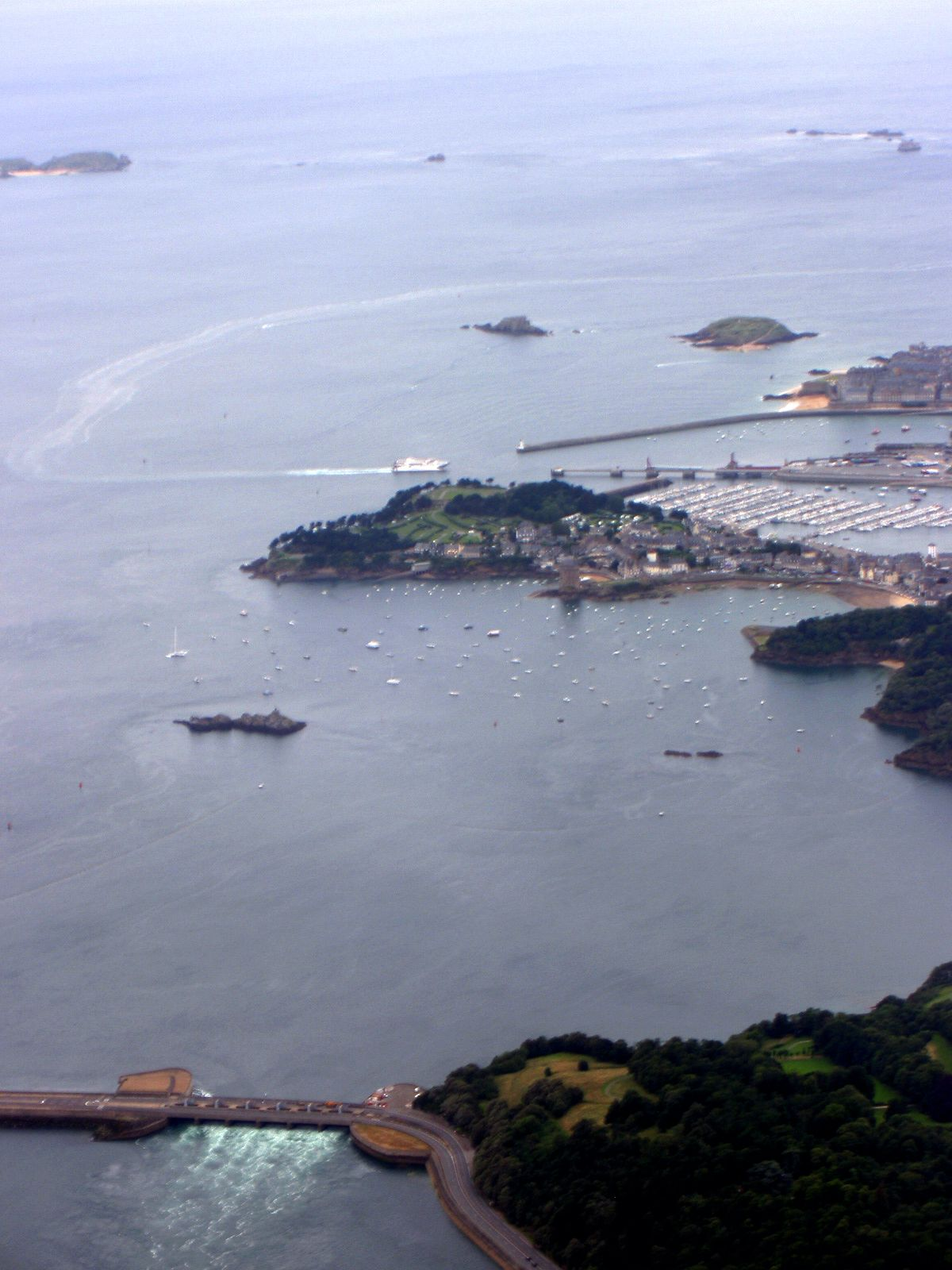
De monding van de Rance met de getijdencentrale op de voorgrond. In het midden centraal de stad Aleth, tegenwoordig een wijk van Saint-Malo, de Solidortoren en de jachthaven van Bas-Sablons. Centraal achteraan, achter de pier, Petit Be en Grand Bé en op de achtergrond Cézembre (links) en La Conchée (rechts).

De ontdekking van een vuursteen op het eilandje tijdens de Tweede Wereldoorlog doet vermoeden dat Grand Bé al sinds de prehistorie bewoond werd. 
Tijdens de Tweede Wereldoorlog namen de Duitsers het eilandje in bezit en installeerden er een artilleriebatterij om de baai van Saint-Malo te beschermen. Het was onderdeel van de Festung Saint-Malo ( "Fort Saint-Malo"). Het werd een belangrijk verdedigingspunt en omvatte een aantal bunkers voor kanonnen, luchtafweergeschut en munitie. Daarnaast waren er ook schuilplaatsen en loopgraven. Een zoeklicht werd vlak bij het graf van Chateaubriand geplaatst. 

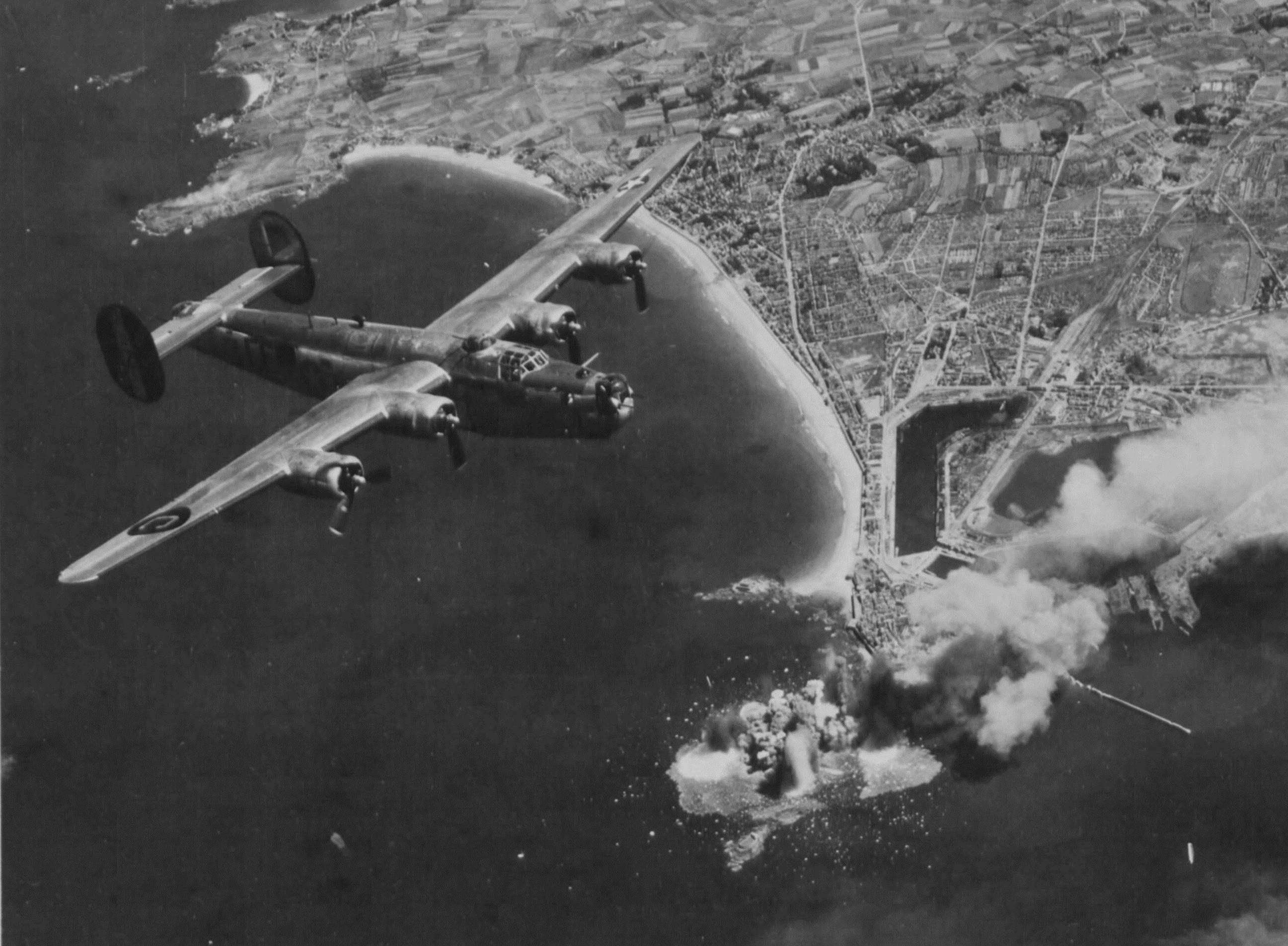
Bombardement op Grand Bé door B-24 Liberators van de Amerikaanse 8th Air Force in augustus 1944.

Tijdens de bevrijding van St. Malo in augustus 1944 schoten Duitse kanonniers herhaaldelijk op Amerikaanse troepen. Omdat een grondoffensief moeilijk lag, werd het eiland meerdere malen gebombardeerd door de Amerikanen om de Duitse kanonnen het zwijgen op te leggen. Op 14 augustus 1944 werd het grootste deel van Saint-Malo ingenomen, er bleven slechts 3 posities in handen van de Duitsers: Cité d'Aleth, het eiland Cézembre en Grand Bé. 
Op 16 augustus 1944 rond 13h vielen de Amerikanen Grand Be aan, ondanks het opkomend vloedtij. Het Duitse verzet was sporadisch en het garnizoen gaf zich kort na de aanval massaal over. Aan Amerikaanse zijde vielen enkele gewonden. Aleth gaf zich de volgende dag over, na hevig verzet en 7 dagen en 6 nachten van Amerikaanse bombardementen. Enkel het versterkte eiland Cézembre bleef nog in Duitse handen. Het eiland werd hevig onder vuur genomen tijdens luchtbombardementen. Op 26 augustus werd het eiland door de Amerikanen onder vuur genomen met de veroverde artillerie op Grand Bé. Het Duitse antwoord was zo hevig, dat er nadien geen poging meer werd ondernomen. Het garnizoen op Cézembre gaf zich uiteindelijk pas op 2 september 1944 over.

## Bezienswaardigheden op het eiland

### Graf van Chateaubriand
Op de noordkant van het eiland ligt het graf van François René de Chateaubriand, schrijver en politicus, geboren in Saint-Malo in 1768 en in Parijs overleden in 1848. Het was in 1823 dat hij het idee kreeg om begraven te worden op Grand Bé. Hij informeerde de gemeente pas in 1828 van zijn wensen. In eerste instantie werd zijn vraag geweigerd. Met de tussenkomst van Hippolyte Michel de la Morvonnais kwam alles toch in een stroomversnelling. Onder leiding van de nieuwe burgemeester van Saint-Malo, Louis-François Hovius (1788 - 1873), ging de gemeente uiteindelijk in op het verzoek van Chateaubriand. Die laatste vraagt om geen inscriptie op zijn graf te voorzien, slechts één kruis. "Geen inscriptie, geen naam, geen datum, het kruis zal zeggen dat de man die aan zijn voeten rust een christen was: dat zal genoeg zijn voor mijn herinnering." (Chateaubriand). Het lichaam van de schrijver werd tussen 16 en 18 juli 1848 vanuit Parijs, via Dol-de-Bretagne naar Saint-Malo gebracht. Na een herdenkingsmis wordt om 14h10 zijn kist in zijn graf geplaatst.
Op de herdenkingsplaat  die voor het graf is geplaatst staat:
"Un roc battu par la tempête 

Vaut mieux qu'un Panthéon 

Quand le mort est un poète 

Et que ce poète est breton"
"Een rots die de storm doorstaat 

is beter dan een Pantheon 

Wanneer de dode een dichter is 

en deze dichter bretoens is

### Kapel van Notre-Dame-des-Lauriers
Deze nu verwoeste kapel werd later de Saint-Ouen-kapel genoemd.

## Galerij

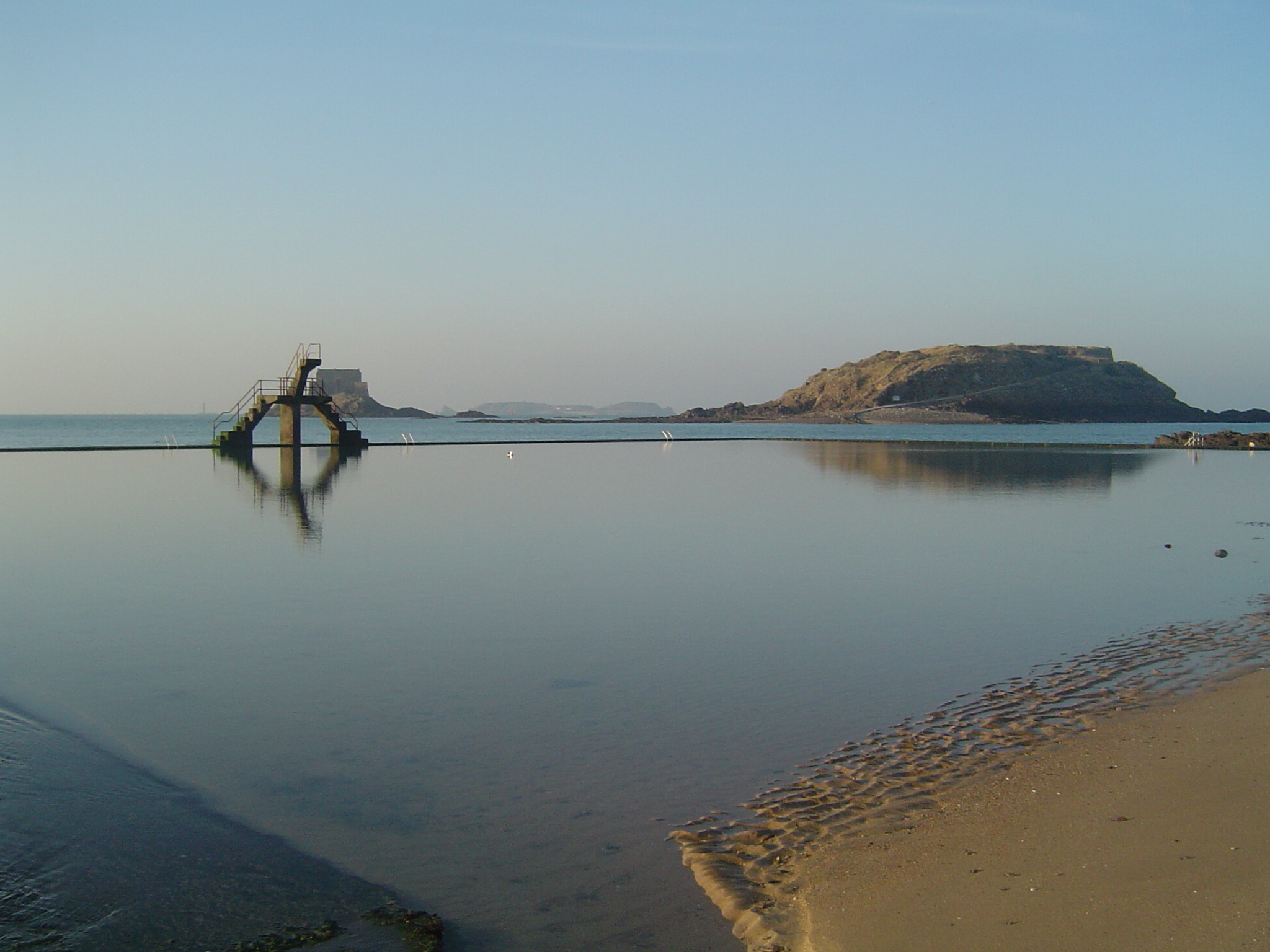
Uitzicht op Petit Bé en Grand Bé vanaf het strand van Bon-Secours.
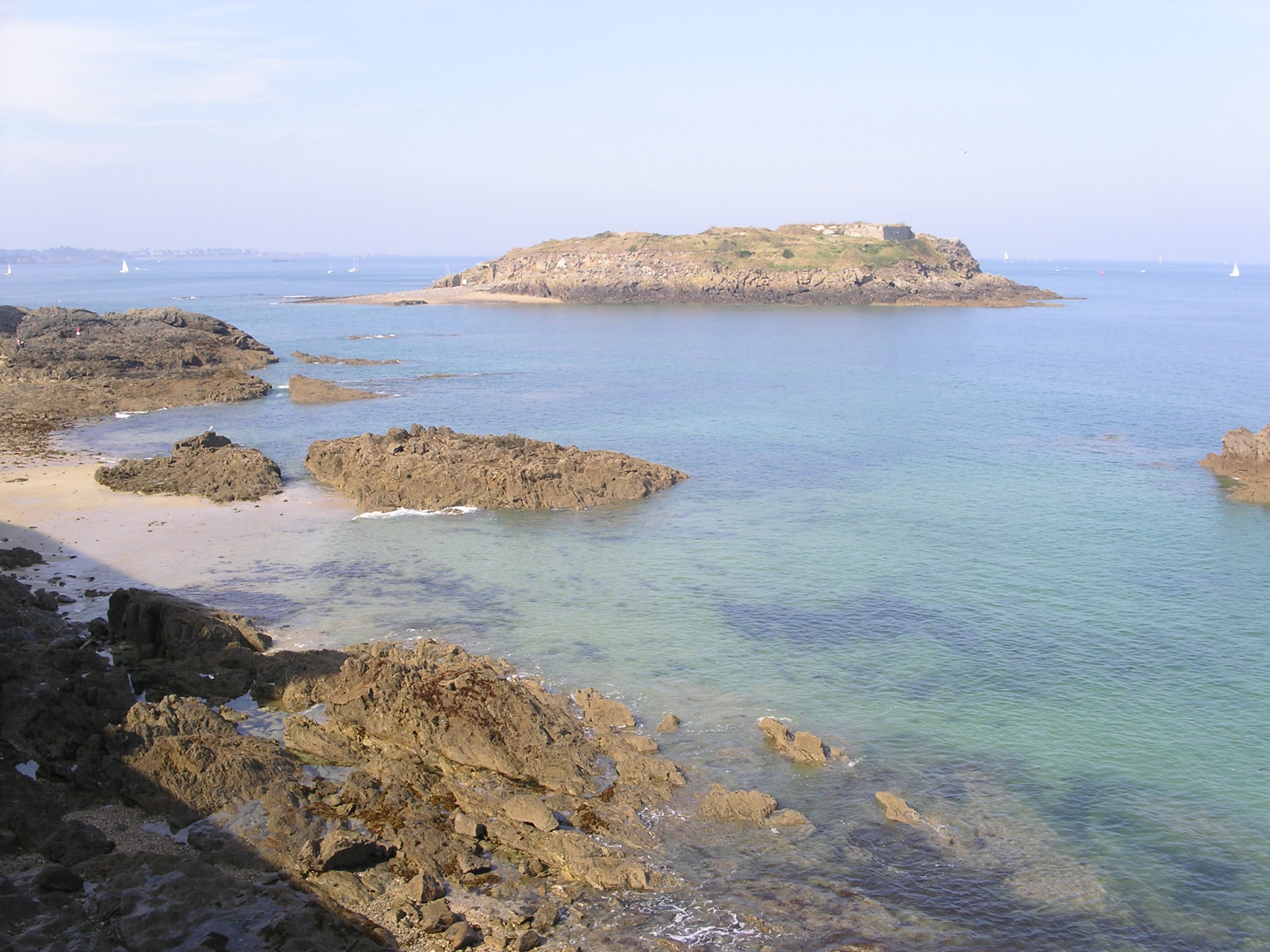
Île de Grand Bé, gezien vanaf de omwalling van Saint-Malo .
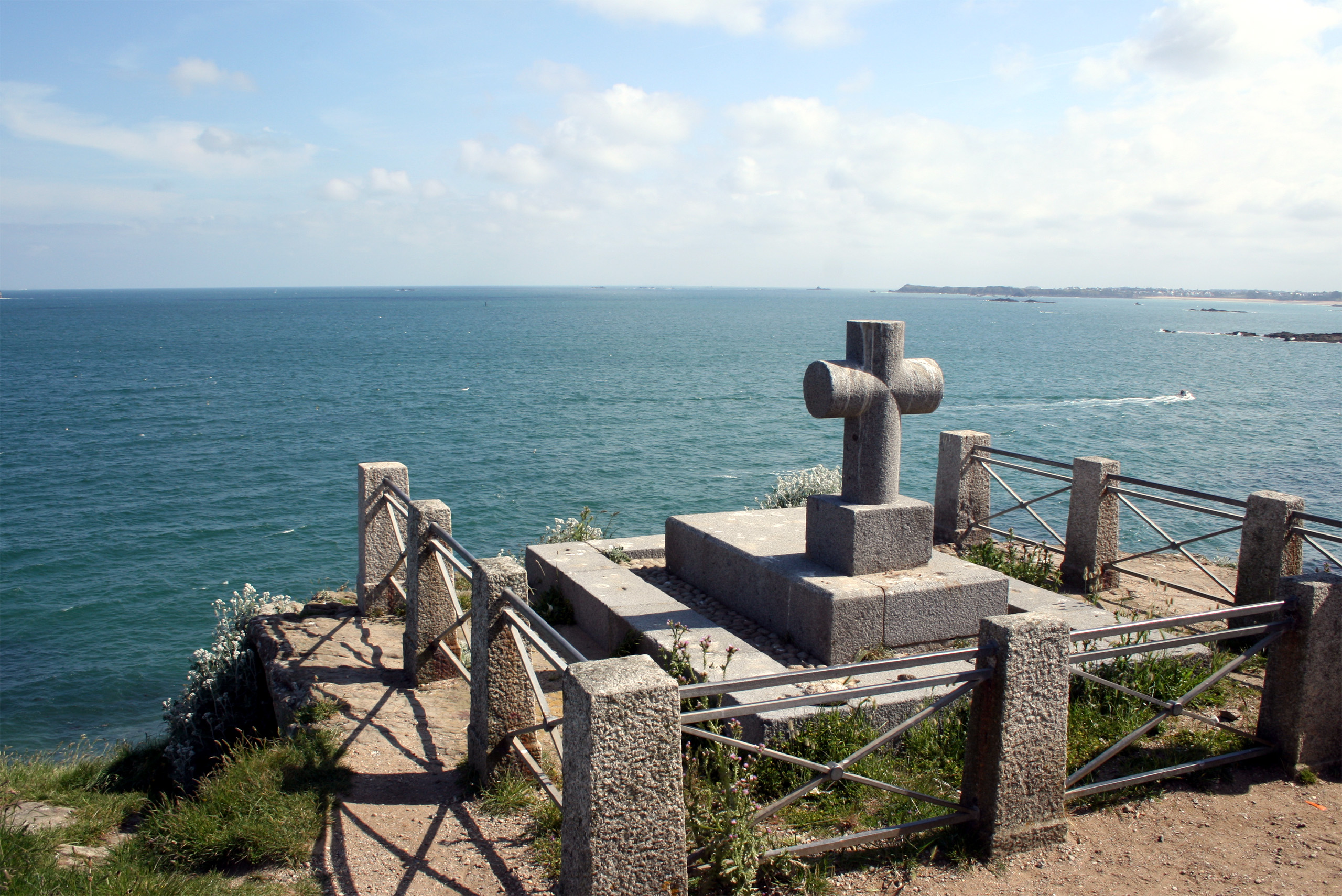
Graf van Chateaubriand op Grand Bé, met uitzicht op zee.
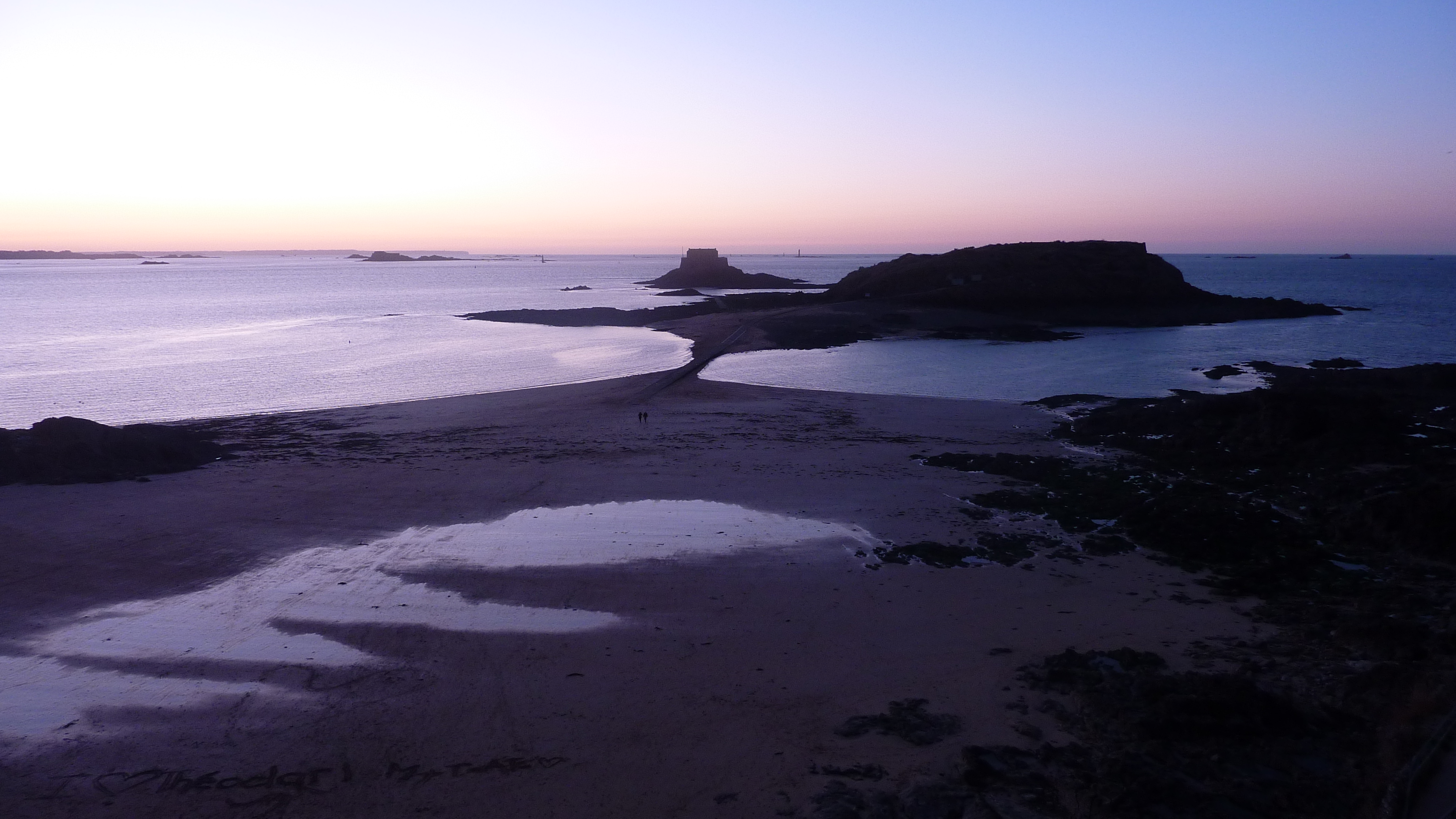
Uitzicht op Petit Bé en Grand Bé vanaf de omwalling van Saint-Malo bij zonsondergang.